# Liste der Nummer-eins-Hits in Australien (2020)
Dies ist eine Liste der Nummer-eins-Hits in Australien im Jahr 2020. Es liegen die offiziellen Top-50-Single- und Albumcharts der Australian Recording Industry Association (ARIA) zugrunde. Sie basieren auf den Verkäufen von Songs und Alben in Australien sowie bei den Singlecharts auch auf den Aufrufen der Lieder bei Musikstreaming-Anbietern.

## Singles
| ← 2019 ← | Liste der Nummer-eins-Hits in Australien | Liste der Nummer-eins-Hits in Australien | Liste der Nummer-eins-Hits in Australien | 2021 →                                                                                   |
| \| Zeitraum \| Wo. ges. \| Interpret \| Titel Autor(en) \| Zusätzliche Informationen \| \| (Zeitraum, Wochen auf Platz eins, Interpret, Titel, Autor[en], zusätzliche Informationen) \| \| \| \| \| \| ----------------------------------------------------------------------------------------- \| -------- \| --------------------------------- \| ------------------------------------------------------------------------------------------------------------------------------------------------ \| ------------------------------------------------------------------------------------------- \| \| 30. Dezember 2019 – 5. Januar 2020 1 Woche (insgesamt 9) \| 9 \| Mariah Carey \| All I Want for Christmas Is You Walter N. Afanasieff, Mariah Carey \| – \| \| 6. Januar 2020 – 26. Januar 2020 3 Wochen (insgesamt 24) \| 24 \| Tones and I \| Dance Monkey Toni Elizabeth Watson \| – \| \| 27. Januar 2020 – 5. April 2020 10 Wochen (insgesamt 11) \| 11 \| The Weeknd \| Blinding Lights Ahmad Balshe, Oscar Thomas Holter, Martin Karl Sandberg, Jason Matthew Quenneville, Abel Tesfaye \| – \| \| 6. April 2020 – 19. April 2020 2 Wochen (insgesamt 6) \| 6 \| Saint Jhn \| Roses Steven Gregory Drozd, Michael Lee Ivins, Wayne Michael Coyne, Carlos St. John Phillips, Lee Stashenko \| – \| \| 20. April 2020 – 26. April 2020 1 Woche (insgesamt 11) \| 11 \| The Weeknd \| Blinding Lights Ahmad Balshe, Oscar Thomas Holter, Martin Karl Sandberg, Jason Matthew Quenneville, Abel Tesfaye \| – \| \| 27. April 2020 – 24. Mai 2020 4 Wochen (insgesamt 6) \| 6 \| Saint Jhn \| Roses Steven Gregory Drozd, Michael Lee Ivins, Wayne Michael Coyne, Carlos St. John Phillips, Lee Stashenko \| – \| \| 25. Mai 2020 – 5. Juli 2020 6 Wochen \| 6 \| DaBaby feat. Roddy Ricch \| Rockstar Jonathan Lyndale Kirk, Rodrick Wayne Moore Jr., Ross Joseph Portaro IV \| – \| \| 6. Juli 2020 – 2. August 2020 4 Wochen (insgesamt 6) \| 6 \| Jawsh 685 & Jason Derulo \| Savage Love (Laxed – Siren Beat) Jacob Kasher Hindlin, Jason Joel Desrouleaux, Philippe Henri Greiss, Joshua Christian Nanai \| – \| \| 3. August 2020 – 9. August 2020 1 Woche \| 1 \| Taylor Swift \| Cardigan Taylor Alison Swift, Aaron Brooking Dessner \| – \| \| 10. August 2020 – 23. August 2020 2 Wochen (insgesamt 6) \| 6 \| Jawsh 685 & Jason Derulo \| Savage Love (Laxed – Siren Beat) Jacob Kasher Hindlin, Jason Joel Desrouleaux, Philippe Henri Greiss, Joshua Christian Nanai \| – \| \| 24. August 2020 – 4. Oktober 2020 6 Wochen \| 6 \| Cardi B feat. Megan Thee Stallion \| WAP Megan J. Pete, Belcalis Almánzar, James Foye III, Austin Owens, Jorden Thorpe, Frank Brent Rodriguez \| – \| \| 5. Oktober 2020 – 1. November 2020 4 Wochen (insgesamt 11) \| 11 \| 24kGoldn feat. Iann Dior \| Mood Keegan C. Bach, Omer Fedi, Golden Landis von Jones, Michael Olmo, Blake Slatkin \| – \| \| 2. November 2020 – 15. November 2020 2 Wochen \| 2 \| Ariana Grande \| Positions Angelina Sherie Barrett, Brian Vincent Bates, Tommy Brown, Nua Charles, Steve Franks, Ariana Grande, London Tyler Holmes, James Jarvis \| Für Ariana Grande ist Positions bereits der vierte Nummer-eins-Hit.[1] \| \| 16. November 2020 – 20. Dezember 2020 5 Wochen (insgesamt 11) \| 11 \| 24kGoldn feat. Iann Dior \| Mood Keegan C. Bach, Omer Fedi, Golden Landis von Jones, Michael Olmo, Blake Slatkin \| – \| \| 21. Dezember 2020 – 27. Dezember 2020 1 Woche \| 1 \| Taylor Swift \| Willow Taylor Alison Swift, Aaron Brooking Dessner \| – \| \| 28. Dezember 2020 – 3. Januar 2021 1 Woche (insgesamt 9) \| 9 \| Mariah Carey \| All I Want for Christmas Is You Walter N. Afanasieff, Mariah Carey \| Zum dritten Mal hintereinander ist der Song von Mariah Carey zu Weihnachten auf Platz 1.[2] \| |                                          |                                          | |                                                                                          |
| ← 2019 |                                          |                                          | | → 2021 →                                                                                 |
| Zeitraum | Wo. ges.                                 | Interpret                                | Titel Autor(en) | Zusätzliche Informationen                                                                |
| (Zeitraum, Wochen auf Platz eins, Interpret, Titel, Autor[en], zusätzliche Informationen) |                                          |                                          | |                                                                                          |
| 30. Dezember 2019 – 5. Januar 2020 1 Woche (insgesamt 9) | 9                                        | Mariah Carey                             | All I Want for Christmas Is You Walter N. Afanasieff, Mariah Carey                                                                               | –                                                                                        |
| 6. Januar 2020 – 26. Januar 2020 3 Wochen (insgesamt 24) | 24                                       | Tones and I                              | Dance Monkey Toni Elizabeth Watson | –                                                                                        |
| 27. Januar 2020 – 5. April 2020 10 Wochen (insgesamt 11) | 11                                       | The Weeknd                               | Blinding Lights Ahmad Balshe, Oscar Thomas Holter, Martin Karl Sandberg, Jason Matthew Quenneville, Abel Tesfaye                                 | –                                                                                        |
| 6. April 2020 – 19. April 2020 2 Wochen (insgesamt 6) | 6                                        | Saint Jhn                                | Roses Steven Gregory Drozd, Michael Lee Ivins, Wayne Michael Coyne, Carlos St. John Phillips, Lee Stashenko                                      | –                                                                                        |
| 20. April 2020 – 26. April 2020 1 Woche (insgesamt 11) | 11                                       | The Weeknd                               | Blinding Lights Ahmad Balshe, Oscar Thomas Holter, Martin Karl Sandberg, Jason Matthew Quenneville, Abel Tesfaye                                 | –                                                                                        |
| 27. April 2020 – 24. Mai 2020 4 Wochen (insgesamt 6) | 6                                        | Saint Jhn                                | Roses Steven Gregory Drozd, Michael Lee Ivins, Wayne Michael Coyne, Carlos St. John Phillips, Lee Stashenko                                      | –                                                                                        |
| 25. Mai 2020 – 5. Juli 2020 6 Wochen | 6                                        | DaBaby feat. Roddy Ricch                 | Rockstar Jonathan Lyndale Kirk, Rodrick Wayne Moore Jr., Ross Joseph Portaro IV                                                                  | –                                                                                        |
| 6. Juli 2020 – 2. August 2020 4 Wochen (insgesamt 6) | 6                                        | Jawsh 685 & Jason Derulo                 | Savage Love (Laxed – Siren Beat) Jacob Kasher Hindlin, Jason Joel Desrouleaux, Philippe Henri Greiss, Joshua Christian Nanai                     | –                                                                                        |
| 3. August 2020 – 9. August 2020 1 Woche | 1                                        | Taylor Swift                             | Cardigan Taylor Alison Swift, Aaron Brooking Dessner                                                                                             | –                                                                                        |
| 10. August 2020 – 23. August 2020 2 Wochen (insgesamt 6) | 6                                        | Jawsh 685 & Jason Derulo                 | Savage Love (Laxed – Siren Beat) Jacob Kasher Hindlin, Jason Joel Desrouleaux, Philippe Henri Greiss, Joshua Christian Nanai                     | –                                                                                        |
| 24. August 2020 – 4. Oktober 2020 6 Wochen | 6                                        | Cardi B feat. Megan Thee Stallion        | WAP Megan J. Pete, Belcalis Almánzar, James Foye III, Austin Owens, Jorden Thorpe, Frank Brent Rodriguez                                         | –                                                                                        |
| 5. Oktober 2020 – 1. November 2020 4 Wochen (insgesamt 11) | 11                                       | 24kGoldn feat. Iann Dior                 | Mood Keegan C. Bach, Omer Fedi, Golden Landis von Jones, Michael Olmo, Blake Slatkin                                                             | –                                                                                        |
| 2. November 2020 – 15. November 2020 2 Wochen | 2                                        | Ariana Grande                            | Positions Angelina Sherie Barrett, Brian Vincent Bates, Tommy Brown, Nua Charles, Steve Franks, Ariana Grande, London Tyler Holmes, James Jarvis | Für Ariana Grande ist Positions bereits der vierte Nummer-eins-Hit.                      |
| 16. November 2020 – 20. Dezember 2020 5 Wochen (insgesamt 11) | 11                                       | 24kGoldn feat. Iann Dior                 | Mood Keegan C. Bach, Omer Fedi, Golden Landis von Jones, Michael Olmo, Blake Slatkin                                                             | –                                                                                        |
| 21. Dezember 2020 – 27. Dezember 2020 1 Woche | 1                                        | Taylor Swift                             | Willow Taylor Alison Swift, Aaron Brooking Dessner                                                                                               | –                                                                                        |
| 28. Dezember 2020 – 3. Januar 2021 1 Woche (insgesamt 9) | 9                                        | Mariah Carey                             | All I Want for Christmas Is You Walter N. Afanasieff, Mariah Carey                                                                               | Zum dritten Mal hintereinander ist der Song von Mariah Carey zu Weihnachten auf Platz 1. |

## Alben
| ← 2019 ← | Liste der Nummer-eins-Hits in Australien | Liste der Nummer-eins-Hits in Australien | Liste der Nummer-eins-Hits in Australien | 2021 → |
| \| Zeitraum \| Wo. ges. \| Interpret \| Titel \| Zusätzliche Informationen \| \| (Zeitraum, Wochen auf Platz eins, Interpret, Titel, zusätzliche Informationen) \| \| \| \| \| \| ------------------------------------------------------------------------------ \| -------- \| ---------------------------------- \| ---------------------------------------- \| ------------------------------------------------------------------------------------------------------------------------------------------------------------------------------------------------------------------------------------------------------------------------------------------------------------------------------------------------------------------ \| \| 30. Dezember 2019 – 5. Januar 2020 1 Woche \| 1 \| Michael Bublé \| Christmas \| – \| \| 6. Januar 2020 – 19. Januar 2020 2 Wochen (insgesamt 3) \| 3 \| Harry Styles \| Fine Line \| – \| \| 20. Januar 2020 – 26. Januar 2020 1 Woche \| 1 \| Selena Gomez \| Rare \| – \| \| 27. Januar 2020 – 2. Februar 2020 1 Woche \| 1 \| Eminem \| Music to Be Murdered By \| – \| \| 3. Februar 2020 – 9. Februar 2020 1 Woche (insgesamt 8) \| 8 \| Billie Eilish \| When We All Fall Asleep, Where Do We Go? \| – \| \| 10. Februar 2020 – 16. Februar 2020 1 Woche \| 1 \| Dune Rats \| Hurry Up and Wait \| – \| \| 17. Februar 2020 – 23. Februar 2020 1 Woche \| 1 \| Green Day \| Father of All Motherfuckers \| – \| \| 24. Februar 2020 – 1. März 2020 1 Woche \| 1 \| Tame Impala \| The Slow Rush \| – \| \| 2. März 2020 – 15. März 2020 2 Wochen \| 2 \| BTS \| Map of the Soul: 7 \| – \| \| 16. März 2020 – 22. März 2020 1 Woche \| 1 \| Lil Uzi Vert \| Eternal Atake \| – \| \| 23. März 2020 – 29. März 2020 1 Woche \| 1 \| (Verschiedene Interpreten) \| Artists Unite for Fire Fight \| – \| \| 30. März 2020 – 5. April 2020 1 Woche \| 1 \| The Weeknd \| After Hours \| – \| \| 6. April 2020 – 12. April 2020 1 Woche \| 1 \| 5 Seconds of Summer \| Calm \| – \| \| 13. April 2020 – 19. April 2020 1 Woche \| 1 \| Violent Soho \| Everything Is A-OK \| – \| \| 20. April 2020 – 26. April 2020 1 Woche (insgesamt 3) \| 3 \| Dua Lipa \| Future Nostalgia \| – \| \| 27. April 2020 – 3. Mai 2020 1 Woche \| 1 \| The Smith Street Band \| Don’t Waste Your Anger \| – \| \| 4. Mai 2020 – 10. Mai 2020 1 Woche \| 1 \| Birds of Tokyo \| Human Design \| – \| \| 11. Mai 2020 – 24. Mai 2020 2 Wochen \| 2 \| Drake \| Dark Lane Demo Tapes \| – \| \| 25. Mai 2020 – 31. Mai 2020 1 Woche \| 1 \| The Teskey Brothers \| Live at the Forum \| – \| \| 1. Juni 2020 – 7. Juni 2020 1 Woche \| 1 \| The 1975 \| Notes on a Conditional Form \| – \| \| 8. Juni 2020 – 21. Juni 2020 2 Wochen \| 2 \| Lady Gaga \| Chromatica \| – \| \| 22. Juni 2020 – 28. Juni 2020 1 Woche \| 1 \| Vika & Linda \| ’Akilotoa (Anthology 1994-2006) \| – \| \| 29. Juni 2020 – 12. Juli 2020 2 Wochen (insgesamt 2) \| 2 \| (Verschiedene Interpreten) \| Music from the Home Front \| – \| \| 13. Juli 2020 – 19. Juli 2020 1 Woche \| 1 \| Pop Smoke \| Shoot for the Stars, Aim for the Moon \| – \| \| 20. Juli 2020 – 26. Juli 2020 1 Woche \| 1 \| Lime Cordiale \| 14 Steps to a Better You \| – \| \| 27. Juli 2020 – 2. August 2020 1 Woche \| 1 \| Juice Wrld \| Legends Never Die \| – \| \| 3. August 2020 – 30. August 2020 4 Wochen \| 4 \| Taylor Swift \| Folklore \| – \| \| 31. August 2020 – 6. September 2020 1 Woche \| 1 \| The Killers \| Imploding the Mirage \| – \| \| 7. September 2020 – 13. September 2020 1 Woche \| 1 \| Metallica & San Francisco Symphony \| S&M 2 \| – \| \| 14. September 2020 – 20. September 2020 1 Woche (insgesamt 2) \| 2 \| (Verschiedene Interpreten) \| Music from the Home Front \| – \| \| 21. September 2020 – 27. September 2020 1 Woche \| 1 \| Marilyn Manson \| We Are Chaos \| – \| \| 28. September 2020 – 4. Oktober 2020 1 Woche \| 1 \| Keith Urban \| The Speed of Now Part 1 \| – \| \| 5. Oktober 2020 – 11. Oktober 2020 1 Woche \| 1 \| Joji \| Nectar \| – \| \| 12. Oktober 2020 – 18. Oktober 2020 1 Woche \| 1 \| Queen & Adam Lambert \| Live Around the World \| – \| \| 19. Oktober 2020 – 25. Oktober 2020 1 Woche \| 1 \| Linkin Park \| Hybrid Theory: 20th Anniversary Edition \| – \| \| 26. Oktober 2020 – 1. November 2020 1 Woche \| 1 \| Guy Sebastian \| T.R.U.T.H. \| – \| \| 2. November 2020 – 8. November 2020 1 Woche \| 1 \| Bruce Springsteen \| Letter to You \| Bruce Springsteen gelang mit Letter to You sein fünftes Nummer-eins-Album.[3] \| \| 9. November 2020 – 15. November 2020 1 Woche \| 1 \| Midnight Oil \| The Makarrata Project \| Midnight Oil toppen die australischen Charts ebenfalls zum fünften Mal.[4] \| \| 16. November 2020 – 22. November 2020 1 Woche \| 1 \| Kylie Minogue \| Disco \| Disco ist Kylie Minogues siebtes Nummer-eins-Album in den Charts.[5] \| \| 23. November 2020 – 20. Dezember 2020 4 Wochen \| 4 \| AC/DC \| Power Up \| PWR/UP, wie das Album in Australien genannt wird, ist das sechste Nummer-eins-Album der Australier. Damit sind sie die einzige Band in den australischen Charts, die in fünf Dekaden auf Platz 1 war. Zugleich sind sie zusammen mit den Hilltop Hoods, die ebenfalls sechs Mal auf Platz 1 waren, nun die erfolgreichste australische Band in den Albumcharts.[6] \| \| 21. Dezember 2020 – 3. Januar 2021 2 Wochen \| 2 \| Taylor Swift \| Evermore \| – \| |                                          |                                          |                                          | |
| ← 2019 |                                          |                                          |                                          | → 2021 → |
| Zeitraum | Wo. ges.                                 | Interpret                                | Titel                                    | Zusätzliche Informationen |
| (Zeitraum, Wochen auf Platz eins, Interpret, Titel, zusätzliche Informationen) |                                          |                                          |                                          | |
| 30. Dezember 2019 – 5. Januar 2020 1 Woche | 1                                        | Michael Bublé                            | Christmas                                | – |
| 6. Januar 2020 – 19. Januar 2020 2 Wochen (insgesamt 3) | 3                                        | Harry Styles                             | Fine Line                                | – |
| 20. Januar 2020 – 26. Januar 2020 1 Woche | 1                                        | Selena Gomez                             | Rare                                     | – |
| 27. Januar 2020 – 2. Februar 2020 1 Woche | 1                                        | Eminem                                   | Music to Be Murdered By                  | – |
| 3. Februar 2020 – 9. Februar 2020 1 Woche (insgesamt 8) | 8                                        | Billie Eilish                            | When We All Fall Asleep, Where Do We Go? | – |
| 10. Februar 2020 – 16. Februar 2020 1 Woche | 1                                        | Dune Rats                                | Hurry Up and Wait                        | – |
| 17. Februar 2020 – 23. Februar 2020 1 Woche | 1                                        | Green Day                                | Father of All Motherfuckers              | – |
| 24. Februar 2020 – 1. März 2020 1 Woche | 1                                        | Tame Impala                              | The Slow Rush                            | – |
| 2. März 2020 – 15. März 2020 2 Wochen | 2                                        | BTS                                      | Map of the Soul: 7                       | – |
| 16. März 2020 – 22. März 2020 1 Woche | 1                                        | Lil Uzi Vert                             | Eternal Atake                            | – |
| 23. März 2020 – 29. März 2020 1 Woche | 1                                        | (Verschiedene Interpreten)               | Artists Unite for Fire Fight             | – |
| 30. März 2020 – 5. April 2020 1 Woche | 1                                        | The Weeknd                               | After Hours                              | – |
| 6. April 2020 – 12. April 2020 1 Woche | 1                                        | 5 Seconds of Summer                      | Calm                                     | – |
| 13. April 2020 – 19. April 2020 1 Woche | 1                                        | Violent Soho                             | Everything Is A-OK                       | – |
| 20. April 2020 – 26. April 2020 1 Woche (insgesamt 3) | 3                                        | Dua Lipa                                 | Future Nostalgia                         | – |
| 27. April 2020 – 3. Mai 2020 1 Woche | 1                                        | The Smith Street Band                    | Don’t Waste Your Anger                   | – |
| 4. Mai 2020 – 10. Mai 2020 1 Woche | 1                                        | Birds of Tokyo                           | Human Design                             | – |
| 11. Mai 2020 – 24. Mai 2020 2 Wochen | 2                                        | Drake                                    | Dark Lane Demo Tapes                     | – |
| 25. Mai 2020 – 31. Mai 2020 1 Woche | 1                                        | The Teskey Brothers                      | Live at the Forum                        | – |
| 1. Juni 2020 – 7. Juni 2020 1 Woche | 1                                        | The 1975                                 | Notes on a Conditional Form              | – |
| 8. Juni 2020 – 21. Juni 2020 2 Wochen | 2                                        | Lady Gaga                                | Chromatica                               | – |
| 22. Juni 2020 – 28. Juni 2020 1 Woche | 1                                        | Vika & Linda                             | ’Akilotoa (Anthology 1994-2006)          | – |
| 29. Juni 2020 – 12. Juli 2020 2 Wochen (insgesamt 2) | 2                                        | (Verschiedene Interpreten)               | Music from the Home Front                | – |
| 13. Juli 2020 – 19. Juli 2020 1 Woche | 1                                        | Pop Smoke                                | Shoot for the Stars, Aim for the Moon    | – |
| 20. Juli 2020 – 26. Juli 2020 1 Woche | 1                                        | Lime Cordiale                            | 14 Steps to a Better You                 | – |
| 27. Juli 2020 – 2. August 2020 1 Woche | 1                                        | Juice Wrld                               | Legends Never Die                        | – |
| 3. August 2020 – 30. August 2020 4 Wochen | 4                                        | Taylor Swift                             | Folklore                                 | – |
| 31. August 2020 – 6. September 2020 1 Woche | 1                                        | The Killers                              | Imploding the Mirage                     | – |
| 7. September 2020 – 13. September 2020 1 Woche | 1                                        | Metallica & San Francisco Symphony       | S&M 2                                    | – |
| 14. September 2020 – 20. September 2020 1 Woche (insgesamt 2) | 2                                        | (Verschiedene Interpreten)               | Music from the Home Front                | – |
| 21. September 2020 – 27. September 2020 1 Woche | 1                                        | Marilyn Manson                           | We Are Chaos                             | – |
| 28. September 2020 – 4. Oktober 2020 1 Woche | 1                                        | Keith Urban                              | The Speed of Now Part 1                  | – |
| 5. Oktober 2020 – 11. Oktober 2020 1 Woche | 1                                        | Joji                                     | Nectar                                   | – |
| 12. Oktober 2020 – 18. Oktober 2020 1 Woche | 1                                        | Queen & Adam Lambert                     | Live Around the World                    | – |
| 19. Oktober 2020 – 25. Oktober 2020 1 Woche | 1                                        | Linkin Park                              | Hybrid Theory: 20th Anniversary Edition  | – |
| 26. Oktober 2020 – 1. November 2020 1 Woche | 1                                        | Guy Sebastian                            | T.R.U.T.H.                               | – |
| 2. November 2020 – 8. November 2020 1 Woche | 1                                        | Bruce Springsteen                        | Letter to You                            | Bruce Springsteen gelang mit Letter to You sein fünftes Nummer-eins-Album. |
| 9. November 2020 – 15. November 2020 1 Woche | 1                                        | Midnight Oil                             | The Makarrata Project                    | Midnight Oil toppen die australischen Charts ebenfalls zum fünften Mal. |
| 16. November 2020 – 22. November 2020 1 Woche | 1                                        | Kylie Minogue                            | Disco                                    | Disco ist Kylie Minogues siebtes Nummer-eins-Album in den Charts. |
| 23. November 2020 – 20. Dezember 2020 4 Wochen | 4                                        | AC/DC                                    | Power Up                                 | PWR/UP, wie das Album in Australien genannt wird, ist das sechste Nummer-eins-Album der Australier. Damit sind sie die einzige Band in den australischen Charts, die in fünf Dekaden auf Platz 1 war. Zugleich sind sie zusammen mit den Hilltop Hoods, die ebenfalls sechs Mal auf Platz 1 waren, nun die erfolgreichste australische Band in den Albumcharts. |
| 21. Dezember 2020 – 3. Januar 2021 2 Wochen | 2                                        | Taylor Swift                             | Evermore                                 | – |

## Jahreshitparaden
| ← 2019 ← | Liste der Nummer-eins-Hits in Australien | Liste der Nummer-eins-Hits in Australien               | Liste der Nummer-eins-Hits in Australien | 2021 →   |
| \| Singles \| Position# \| Alben \| \| ------------------------------------------------------------------------------------------------------------------------------------------------------- \| --------- \| ------------------------------------------------------ \| \| Blinding Lights The Weeknd Ahmad Balshe, Oscar Thomas Holter, Martin Karl Sandberg, Jason Matthew Quenneville, Abel Tesfaye \| 1 \| Fine Line Harry Styles \| \| Roses Saint Jhn Steven Gregory Drozd, Michael Lee Ivins, Wayne Michael Coyne, Carlos St. John Phillips, Lee Stashenko \| 2 \| Folklore Taylor Swift \| \| Don’t Start Now Dua Lipa Emily Warren Schwartz, Caroline Ailin, Ian Eric Kirkpatrick, Dua Lipa \| 3 \| When We All Fall Asleep, Where Do We Go? Billie Eilish \| \| Dance Monkey Tones and I Toni Elizabeth Watson \| 4 \| Power Up AC/DC \| \| Rockstar DaBaby feat. Roddy Ricch Jonathan Lyndale Kirk, Rodrick Wayne Moore Jr., Ross Joseph Portaro IV \| 5 \| What You See Ain’t Always What You Get Luke Combs \| \| Watermelon Sugar Harry Styles Thomas Edward Percy Hull, Mitchell K. Rowland, Harry Edward Styles, Tyler Sam Johnson \| 6 \| Future Nostalgia Dua Lipa \| \| Circles Post Malone Austin Richard Post, Kaan Gunesberk, Louis Russell Bell, William Thomas Walsh, Adam King Feeney \| 7 \| Hollywood’s Bleeding Post Malone \| \| Before You Go Lewis Capaldi Lewis Marc Capaldi, Peter Norman Cullen Kelleher, Benjamin Alexander Kohn, Thomas Andrew Searle Barnes, Philip John Plested \| 8 \| Diamonds Elton John \| \| Intentions Justin Bieber feat. Quavo Jason Boyd, Justin Drew Bieber, Quavious Keyate Marshall, Dominic J. Jordan, James M. Giannos \| 9 \| After Hours The Weeknd \| \| Say So Doja Cat Lydia Asrat, David A. Sprecher, Amala Ratna Zandile Dlamini, Lukasz Gottwald \| 10 \| Music to Be Murdered By Eminem \| |                                          |                                                        |                                          |          |
| ← 2019 |                                          |                                                        |                                          | → 2021 → |
| Singles | Position#                                | Alben                                                  |                                          |          |
| Blinding Lights The Weeknd Ahmad Balshe, Oscar Thomas Holter, Martin Karl Sandberg, Jason Matthew Quenneville, Abel Tesfaye | 1                                        | Fine Line Harry Styles                                 |                                          |          |
| Roses Saint Jhn Steven Gregory Drozd, Michael Lee Ivins, Wayne Michael Coyne, Carlos St. John Phillips, Lee Stashenko | 2                                        | Folklore Taylor Swift                                  |                                          |          |
| Don’t Start Now Dua Lipa Emily Warren Schwartz, Caroline Ailin, Ian Eric Kirkpatrick, Dua Lipa | 3                                        | When We All Fall Asleep, Where Do We Go? Billie Eilish |                                          |          |
| Dance Monkey Tones and I Toni Elizabeth Watson | 4                                        | Power Up AC/DC                                         |                                          |          |
| Rockstar DaBaby feat. Roddy Ricch Jonathan Lyndale Kirk, Rodrick Wayne Moore Jr., Ross Joseph Portaro IV | 5                                        | What You See Ain’t Always What You Get Luke Combs      |                                          |          |
| Watermelon Sugar Harry Styles Thomas Edward Percy Hull, Mitchell K. Rowland, Harry Edward Styles, Tyler Sam Johnson | 6                                        | Future Nostalgia Dua Lipa                              |                                          |          |
| Circles Post Malone Austin Richard Post, Kaan Gunesberk, Louis Russell Bell, William Thomas Walsh, Adam King Feeney | 7                                        | Hollywood’s Bleeding Post Malone                       |                                          |          |
| Before You Go Lewis Capaldi Lewis Marc Capaldi, Peter Norman Cullen Kelleher, Benjamin Alexander Kohn, Thomas Andrew Searle Barnes, Philip John Plested | 8                                        | Diamonds Elton John                                    |                                          |          |
| Intentions Justin Bieber feat. Quavo Jason Boyd, Justin Drew Bieber, Quavious Keyate Marshall, Dominic J. Jordan, James M. Giannos | 9                                        | After Hours The Weeknd                                 |                                          |          |
| Say So Doja Cat Lydia Asrat, David A. Sprecher, Amala Ratna Zandile Dlamini, Lukasz Gottwald | 10                                       | Music to Be Murdered By Eminem                         |                                          |          |